# Tejumade Alakija
Omoba Tejumade Alakija (17 tháng 5 năm 1925 – tháng 8 năm 2013) là một công chức Nigeria đã trở thành nữ lãnh đạo đầu tiên của cơ quan dân sự của bang Oyo.

## Đời sống
Công chúa Alakija sinh năm 1925 tại Nigeria. Cha bà là Sir Adesoji Aderemi, người là Ooni xứ Ife. Bà được đào tạo để trở thành một giáo viên và đậu PGCE tại Đại học Oxford. Bà tham gia vào cơ quan dân sự Nigeria, nơi cô được hướng dẫn giảng dạy.
Cô đã trở thành nữ lãnh đạo đầu tiên của cơ quan dân sự của bang Oyo. Từ năm 1993 đến năm 1997, cô là Hiệu trưởng của Đại học Abuja.
Công chúa Alakija qua đời tại Bệnh viện Đại học, Ibadan năm 2013.